# Ostatni miesiąc jesieni
Ostatni miesiąc jesieni (ros. Последний месяц осени) – radziecki film z 1965 roku w reżyserii Wadima Dierbieniowa.

## Obsada
- Jewgienij Lebiediew jako Ojciec
- Walentina Spierantowa jako Matka